# Hugo Villanueva
Hugo Villanueva (Santiago, 9 de abril de 1939 – 23 de junho de 2024) foi um futebolista chileno.

## Carreira
Villanueva atuou no Universidad de Chile de 1959 a 1967, com o qual conquistou cinco campeonatos nacionais. Também jogou no Universidad de El Salvador em 1968, onde terminou a carreira.
Competiu na Copa do Mundo FIFA de 1966, sediada na Inglaterra.

## Morte
Villanueva morreu em 23 de junho de 2024, aos 85 anos.